# Aguijan
Aguijan – wyspa należąca do archipelagu Marianów, do terytorium Marianów Północnych. Znajduje 8 km na południowy zachód od Tinian. Wyspa nie jest zamieszkana.

## Geografia
Aguijan jest wyspą wapienną. Ma w przybliżeniu kształt fasoli o długości 4,7 km i szerokości 2,8 km. Powierzchnia wyspy wynosi 7,09 km². Najwyższe wzniesienie wynosi 157 m n.p.m. Nazywana jest Goat Island (ang. Wyspa kóz) ze względu na dużą liczbę żyjącej na niej dzikich kóz. Wiele okazów rodzimej roślinności zostało zniszczonych przez kozy.
Wyspa jest niezamieszkana i jest rzadko odwiedzana, ponieważ jest otoczona przez strome klify.

## Historia
Aguijan była kolonią hiszpańską od XVI w. aż do 1899. W 1899 wyspa wraz z całym archipelagiem Marianów Północnych została sprzedana Cesarstwu Niemieckiemu. Od tej pory wyspa stanowiła część stanowiła część Nowej Gwinei Niemieckiej.
Po I wojnie światowej wyspa została przekazana przez Ligę Narodów Cesarstwu Japonii, jako część Mandatu Południowego Pacyfiku. Po II wojnie światowej wyspa została przekazana Stanom Zjednoczonym, jako część Powierniczego Terytorium Wysp Pacyfiku. Obecne jest częścią terytorium stowarzyszonego z USA i stanowi część Wspólnoty Marianów Północnych.